# Вид-Рункел
Вид-Рункел (на немски: Wied-Runkel) е графство в графството Рункел на Свещената Римска империя в Германия от 1698 до 1806 г.

## История
Фридрих IV († 1487) става прародител на третата и последна графска линия Дом Вид-Рункел. Той има четирима сина, от които най-големият Вилхелм III поема господството през 1488 г.
През 1640 г. графството Вид се разделя от братята Фридрих III, който основава линията Вид-Нойвид и Мориц Христиан, който основава младата линия Вид Рункел. През 1791 г. линията Вид Рункел стават князе на образуваното през 1784 г. Княжество Вид.
През 1806 г. княжеството е към Насау, през 1848 г. към Прусия.

## Графове на Вид-Рункел (1698 – 1791)
- Йохан Фридрих Вилхелм (1698 – 1699)
- Максимилиан Хайнрих (1699 – 1706)
- Йохан Лудвиг Адолф (1706 – 1762)
- Христиан Лудвиг (1762 – 1791)

## Принцове на Вид-Рункел (1791 – 1806)
- Христиан Лудвиг (1791)
- Карл Лудвиг (1791 – 1806)